# Kanton Sarstedt
Der Kanton Sarstedt bestand von 1807 bis 1810 im Distrikt Hildesheim im Departement der Oker im Königreich Westphalen und wurde durch das Königliche Decret vom 24. Dezember 1807 gebildet. Am 1. September 1810 hörte der Kanton auf, im Departement der Oker zu bestehen und wurde den nordöstlichen Teilen des Departements der Aller zugeschlagen.

## Gemeinden
- Sarstedt an der Innerste
- Ahrbergen
- Gödringen
- Hotteln
- Bledeln
- Oesselse
- Gleidingen
- Heisede

## Einzelnachweis
1. ↑  Königliches Decret, wodurch die Eintheilung des Königreichs in acht Departements angeordnet wird. Verzeichniß der Departements, Districte, Cantons und Communen des Königreichs. In: Landschaftsverband Westfalen-Lippe (Hrsg.): Bulletin des lois du Royaume de Westphalie. Band I, Nr. 6, 1807, S. 164 f. (lwl.org [PDF; 4,9 MB; abgerufen am 16. Mai 2011]).